# Bolivariola conjuncta
Bolivariola conjuncta är en insektsart som först beskrevs av Morgan Hebard 1933.  Bolivariola conjuncta ingår i släktet Bolivariola och familjen vårtbitare. Inga underarter finns listade i Catalogue of Life.